# Дело Кинга — Бинга
Де́ло Ки́нга — Би́нга — конституционный кризис в Канаде в 1926. Дело состояло в том, что генерал-губернатор Канады лорд Бинг-Вими отклонил требование премьер-министра Канады Уильяма Лайона Макензи Кинга распустить Парламент, чтобы объявить всеобщие выборы.
За кризисом вплотную наблюдали канадское и британское правительства, так как он должен был заново определить роль генерал-губернатора не только в Канаде, но и во всех доминионах. Он был также веским аргументом на переговорах в ходе имперских конференций в конце 1920-х, которые привели к обнародованию в 1931 Вестминстерского статута.

## Развитие кризиса
По конституционной теории Британской империи генерал-губернатор представлял одновременно и монарха, и британское правительство, но ещё при предшественниках лорда Бинга с появлением канадского правительства и народа Канады это положение трансформировалось в традицию невмешательства в канадские политические дела.
В сентябре 1925 либерал Кинг потребовал распустить Парламент, чтобы объявить выборы, и Бинг выполнил его требование. На выборах Консервативная партия получила наибольшее число, но не большинство кресел. Одержав победу над консервативным меньшинством с помощью поддержки Прогрессивной партии, глава Либеральной партии Макензи Кинг отказался подать в отставку со своего поста премьер-министра и остался у власти во главе правительства меньшинства.
Затем разразился громкий политический скандал в Министерстве таможни и акцизов. В Палате общин Консервативная партия утверждала, что коррупция простиралась до высших уровней правительства, в том числе до премьер-министра. Макензи Кинг уволил министра таможни и сразу назначил его в Сенат, внеся сумятицу в Прогрессивную партию, поддержка которой уже начала слабеть.
Уже проиграв два голосования по процедурным вопросам и не желая рисковать на третьем голосовании по вопросу о правительственной коррупции, Кинг отправился к генерал-губернатору, чтобы потребовать распустить Парламент. Бинг воспользовался своим конституционным полномочием и отклонил это требование, что и стало началом кризиса. Кинг попросил Бинга перед принятием решения проконсультироваться с британским правительством, которое он представлял. Бинг снова отказался, ссылаясь на невмешательство в канадские дела.
На следующий день Кинг представил Бингу приказ Тайного совета, требующий распустить Парламент. Бинг отказался его подписывать. Кинг тут же подал в отставку, на время оставив Канаду без премьер-министра и без правительства. Генерал-губернатор обратился к консервативному главе Артуру Мейену для формирования правительства. Мейен согласился, но через неделю проиграл в Палате общин голосование по вопросу о доверии. Тогда уже Мейен потребовал распустить парламент, что и было сделано Бингом.
В ходе предвыборной кампании часто обсуждался этот «кризис Бинга — Кинга». На выборах либералы во главе с Кингом одержали победу, получив на этот раз явное большинство. Вернувшись к власти, правительство Кинга на конференции Содружества стремилось заново определить роль генерал-губернатора как представителя британского монарха, а не правительства. Это изменение было принято на имперской конференции 1926. С момента принятия Декларации Бальфура 1926, генерал-губернаторы Содружества перестали быть уполномоченными британского имперского правительства в каждом доминионе — эту роль взял на себя британский высокий комиссар, служебные обязанности которого были вскоре признаны практически идентичными обязанностям посла.
Бинг покинул Канаду 30 сентября 1926 и вернулся в Англию. Несмотря на этот политический кризис, его всегда очень уважали в Канаде.
Дело Кинга — Бинга являлось примером наиболее спорного использования генерал-губернатором своих полномочий до австралийского конституционного кризиса 1975, когда генерал-губернатор Австралии сместил премьер-министра Гофа Уитлэма.